# Френсіс Діко
Френсіс Діко (англ. Francis Dickoh, нар. 13 грудня 1982, Копенгаген) — данський і ганський футболіст, що грав на позиції центрального захисника за низку європейських клубних команд, а також за національну збірну Гани.

## Клубна кар'єра
Народився 13 грудня 1982 року в данському Копенгагені в родині вихідців з Гани. Вихованець футбольної школи клубу «Б 93». Дорослу футбольну кар'єру розпочав 2000 року в основній команді того ж клубу, в якій провів один сезон. 
Наступного року перейшов до «Фарума», що також виступав у другому данському дивізіоні. За рік команда підвищилася в класі і в сезоні 2002/03 Діко дебютував в іграх Данської Суперліги. У сезоні 2003/04 став стабільним гравцем основного складу команди, яка на той час змінила назву на «Норшелланн».
У серпні 2006 року габаритний захисник перебрався до Нідерландів, де його новим клубом став «Утрехт», де він провів чотири сезони, спочатку як один з основних центральних захисників, а згодом як гравець ротації.
На початку 2010-х провів по сезону в шотландському «Гіберніані» та грецькому «Арісі», а також пів року в бельгійському «Серклі».
На початку 2014 року повернувся на батьківщину, де приєднався до «Мідтьюлланда». У новій команді був резервним гравцем, утім здобув у її складі титул чемпіона Данії у сезоні 2014/15.
Завершив ігрову кар'єру 2016 року у команді «Сеннер'юск». Того ж року провів деякий час у норвезькому «Ліллестремі», за команду якого, утім, жодної офіційної гри не провів.

## Виступи за збірну
Маючи ганське коріння, 2005 року погодився захищати кольори національної збірної Гани і дебютував у її складі.
Був у заявці збірної на Кубок африканських націй 2006 року, проте в іграх турніру, що проходив у Єгипті, на поле не виходив.
Загалом протягом п'ятирічної кар'єри в національній команді провів у її формі 13 матчів.

## Статистика виступів

### Статистика клубних виступів
| Сезон                   | Клуб                    | Чемпіонат               | Чемпіонат | Чемпіонат | Національний кубок | Національний кубок | Національний кубок | Континентальні кубки | Континентальні кубки | Континентальні кубки | Суперкубки | Суперкубки | Суперкубки | Усього | Усього |
| Сезон                   | Клуб                    | Ліга                    | Ігор      | Голів     | Ліга               | Ігор               | Голів              | Ліга                 | Ігор                 | Голів                | Ліга       | Ігор       | Голів      | Ігор   | Голів  |
| ----------------------- | ----------------------- | ----------------------- | --------- | --------- | ------------------ | ------------------ | ------------------ | -------------------- | -------------------- | -------------------- | ---------- | ---------- | ---------- | ------ | ------ |
| 2000–01                 | «Б 93»                  | 1Д                      | ?         | ?         | КД                 | ?                  | ?                  | -                    | -                    | -                    | -          | -          | -          | ?      | ?      |
| 2001–02                 | «Фарум»                 | 1Д                      | 3         | 0         | КД                 | ?                  | ?                  | -                    | -                    | -                    | -          | -          | -          | 3+     | 0+     |
| 2002–03                 | «Фарум»                 | СЛ                      | 7         | 0         | КД                 | ?                  | ?                  | -                    | -                    | -                    | -          | -          | -          | 7+     | 0+     |
| Усього за «Фарум»       | Усього за «Фарум»       | Усього за «Фарум»       | 10        | 0         |                    | ?                  | ?                  |                      | -                    | -                    |            | -          | -          | 10+    | 0+     |
| 2003–04                 | «Норшелланн»            | СЛ                      | 31        | 2         | КД                 | ?                  | ?                  | КУЄФА                | 2                    | 0                    | -          | -          | -          | 33+    | 2+     |
| 2004–05                 | «Норшелланн»            | СЛ                      | 30        | 1         | КД                 | ?                  | ?                  | -                    | -                    | -                    | -          | -          | -          | 30+    | 1+     |
| 2005–06                 | «Норшелланн»            | СЛ                      | 30        | 2         | КД                 | ?                  | ?                  | -                    | -                    | -                    | -          | -          | -          | 30+    | 2+     |
| лип.-серп. 2006         | «Норшелланн»            | СЛ                      | 6         | 1         | КД                 | ?                  | ?                  | -                    | -                    | -                    | -          | -          | -          | 6+     | 1+     |
| Усього за «Норшелланн»  | Усього за «Норшелланн»  | Усього за «Норшелланн»  | 97        | 6         |                    | ?                  | ?                  |                      | 2                    | 0                    |            | -          | -          | 99+    | 6+     |
| серп. 2006–07           | «Утрехт»                | ЕД                      | 29+1      | 1+0       | КН                 | ?                  | ?                  | -                    | -                    | -                    | -          | -          | -          | 5      | 0      |
| 2007–08                 | «Утрехт»                | ЕД                      | 32        | 2         | КН                 | 1                  | 0                  | Інт                  | 2                    | 0                    | -          | -          | -          | 35     | 2      |
| 2008–09                 | «Утрехт»                | ЕД                      | 19        | 1         | КН                 | 1                  | 0                  | -                    | -                    | -                    | -          | -          | -          | 20     | 1      |
| 2009–10                 | «Утрехт»                | ЕД                      | 13        | 1         | КН                 | 0                  | 0                  | -                    | -                    | -                    | -          | -          | -          | 13     | 1      |
| Усього за «Утрехт»      | Усього за «Утрехт»      | Усього за «Утрехт»      | 93+1      | 5+0       |                    | 2+                 | 0+                 |                      | 2                    | 0                    |            | -          | -          | 98+    | 5+     |
| серп. 2010–11           | «Гіберніан»             | ПЛ                      | 28        | 2         | КШ+КШЛ             | 2+1                | 0                  | -                    | -                    | -                    | -          | -          | -          | 31     | 2      |
| 2011–12                 | «Аріс»                  | СЛ                      | 15        | 1         | КГ                 | 2                  | 0                  | -                    | -                    | -                    | -          | -          | -          | 17     | 1      |
| січ.-черв. 2013         | «Серкль»                | Д1                      | 7+1       | 0         | КБ                 | 3                  | 0                  | -                    | -                    | -                    | -          | -          | -          | 11     | 0      |
| січ.-черв. 2014         | «Мідтьюлланд»           | СЛ                      | 13        | 0         | КД                 | -                  | -                  | -                    | -                    | -                    | -          | -          | -          | 5      | 0      |
| 2014–15                 | «Мідтьюлланд»           | СЛ                      | 10        | 0         | КД                 | 2                  | 0                  | ЛЄ                   | 1                    | 0                    | -          | -          | -          | 13     | 0      |
| 2015-січ. 2016          | «Мідтьюлланд»           | СЛ                      | 1         | 0         | КД                 | 2                  | 1                  | ЛЧ+ЛЄ                | 0                    | 0                    | -          | -          | -          | 3      | 1      |
| Усього за «Мідтьюлланд» | Усього за «Мідтьюлланд» | Усього за «Мідтьюлланд» | 24        | 0         |                    | 4                  | 1                  |                      | 1                    | 0                    |            | -          | -          | 29     | 1      |
| квіт.-черв. 2016        | «Сеннер'юск»            | СЛ                      | 5         | 1         | КД                 | -                  | -                  | -                    | -                    | -                    | -          | -          | -          | 5      | 1      |
| вер.-груд. 2016         | «Ліллестрем»            | ЕС                      | 0         | 0         | КН                 | -                  | -                  | -                    | -                    | -                    | -          | -          | -          | 0      | 0      |
| Усього за кар'єру       | Усього за кар'єру       | Усього за кар'єру       | 279+2     | 15+0      |                    | 14+                | 1+                 |                      | 5                    | 0                    |            | -          | -          | 300+   | 16+    |

## Титули і досягнення
- Чемпіон Данії (1):

«Мідтьюлланд»: 2014-2015